# D.E. Shaw & Co.
D.E. Shaw & Co., LP è una multinazionale di gestione degli investimenti, un hedge fund, fondata nel 1988 da David E. Shaw e con sede a New York. La società è nota per lo sviluppo di complicati modelli matematici e sofisticati programmi informatici per sfruttare le anomalie nel mercato finanziario.  Al 1º giugno 2021, DE Shaw gestiva un patrimonio di 55 miliardi di dollari, di cui 35 miliardi in investimenti alternativi e altri 20 miliardi in investimenti a lungo termine. Nel dicembre 2022 il patrimonio gestito era di 60 miliardi di dollari. Nel 2023, Forbes ha riferito che tra gli hedge fund DE Shaw aveva ottenuto il terzo rendimento più alto al mondo sin dal suo inizio.

## Storia

### 1988–1996: l'inizio
L'azienda è stata fondata da David E. Shaw, ex membro della facoltà della Columbia University con un dottorato alla Standford. DE Shaw iniziò a investire nel giugno del 1989, dopo essersi assicurato un capitale di 28 milioni di dollari dalla Paloma Partners Management Co. e da un paio di investitori privati. Il primo ufficio della società era piccolo e situato sopra una libreria vicino alla New York University. Nel 1990, l'azienda si trasferì in un loft in Park Avenue South, per poi trasferirsi nuovamente l'anno successivo nella Tower 45 sulla West 45th Street.
Fin dall’inizio, l’azienda ha protetto attentamente i propri algoritmi di trading proprietari. Molti dei suoi primi dipendenti erano scienziati, matematici e programmatori di computer. Il focus del reclutamento si è ampliato per includere laureati in materie umanistiche all'inizio del 1992. 
David Shaw ha inoltre posto una forte enfasi sulla gestione del rischio e sulla preservazione del capitale. I gestori di portafoglio avrebbero dovuto eseguire l'analisi del rischio. Alla fine, la società incaricherà un comitato esecutivo e un responsabile del rischio di utilizzare l'analisi degli scenari e gli stress test per analizzare il rischio sia a livello di strategia che di portafoglio.
Nel 1994 il rendimento netto dell'azienda era del 26%. La società gestì diverse centinaia di milioni di dollari in "strategie neutrali rispetto al mercato, tra cui arbitraggio statistico, arbitraggio di warrant giapponesi, arbitraggio di obbligazioni convertibili e negoziazione di titoli a reddito fisso"." Le sue attività non legate agli hedge fund a metà degli anni '90 includevano la creazione di una filiale di broker-dealer, la fondazione del provider di posta elettronica Juno Online Services, il lancio di una società di servizi bancari e di intermediazione online e l'apertura di un ufficio in India focalizzato sullo sviluppo software e sistemi per supportare le operazioni commerciali dell'azienda e le attività online.

### 1997: alleanza strategica con Bank of America
Nel 1997, l'azienda restituì il capitale alla maggior parte dei suoi primi investitori in favore di una linea di credito strutturata di quasi 2 miliardi di dollari da parte della Bank of America, con termini che consentirono a DE Shaw & Co. di trattenere una frazione di profitti più elevata rispetto a quella normalmente riservata agli investitori in hedge fund.  In effetti, Bank of America fornì un'iniezione di 1,4 miliardi di dollari a DE Shaw, sperando di trarre vantaggio dall'esperienza di investimento del fondo speculativo. Un anno dopo, la Russia andò in default per il suo debito, provocando ingenti perdite per il portafoglio di trading a reddito fisso di DE Shaw.  Di conseguenza, Bank of America perse 570 milioni di dollari a causa del suo investimento in DE Shaw e pagò altri 490 milioni di dollari per risolvere le cause legali degli azionisti associati.
In seguito al crollo di questa alleanza, DE Shaw vendette attività e licenziò dipendenti, riducendo la sua forza lavoro principale da 540 dipendenti nel 1999 a 180. Il capitale dell'azienda si ridusse da 1,7 miliardi di dollari a 460 milioni di dollari.

### 2002: trasferimento della gestione
David E. Shaw ha diretto l'azienda dal 1988 al 2001. Nel 2002, si è allontanato dal coinvolgimento quotidiano nell'azienda e ha trasferito la leadership a un team di sei amministratori delegati senior dell'azienda.  La struttura gestionale dell'azienda composta dallo stesso comitato esecutivo di sei membri è rimasta intatta fino al 2010. Quell'anno l'azienda contava più di 1.300 dipendenti, nel comitato esecutivo c'erano Anne Dinning, Max Stone, Julius Gaudio, Eric Wepsic, Eddie Fishman e Alexis Halaby.  In quel periodo l'azienda contava più di 1.700 persone in tutto il mondo.

### 2007: crisi finanziaria e Lehman Brothers
All'inizio della crisi finanziaria nell'agosto 2007, il fondo multistrategia di DE Shaw aveva un patrimonio di 20 miliardi di dollari. Un terzo dell'esposizione del fondo riguardava i mercati azionari e le strategie quantitative legate alle azioni. Di conseguenza, il fondo perse il 5% delle sue attività e registrò la performance peggiore fino a quel momento. Negli ultimi mesi del 2008, i guadagni sui suoi fondi multistrategia da 15 miliardi di dollari scomparvero.
Nel 2007, David E. Shaw ha venduto una quota del 20% a Lehman Brothers come parte di una strategia più ampia volta a diversificare le sue partecipazioni personali. DE Shaw aveva 30 miliardi di dollari di asset in gestione nel 2007. Al momento del fallimento della banca nel settembre 2008, le partecipazioni di Lehman Brothers in DE Shaw & Co. erano rimaste intatte. Nel 2015, Hillspire, il family office del presidente di Google, Eric Schmidt, ha acquisito la quota del 20% in DE Shaw & Co. dalla massa fallimentare di Lehman Brothers Holdings Inc.
Per evitare la perdita del valore del portafoglio e le svendite degli asset, durante la crisi finanziaria DE Shaw impedì il ritiro di capitale dei clienti dai fondi causando molto scontento. Comunque, nel 2009 DE Shaw aveva già restituito circa 2 miliardi di dollari su richiesta dei clienti. Un anno dopo, il Financial Times scrise che la società aveva rimborsato in totale 7 miliardi di dollari.
Il totale delle attività gestite da DE Shaw scese da un massimo di 34 miliardi di dollari nel 2007 a 21 miliardi di dollari nel 2010.  A quel punto la società aveva licenziato il 10% della sua forza lavoro.

### 2019: patti di non concorrenza
Nel settembre 2019, DE Shaw ha richiesto a tutti i suoi dipendenti di firmare accordi di non concorrenza, cosa tradizionale per il settore finanziario ma non precedentemente richiesta alla società, ricevendo alcune reazioni negative.

## Strategia di investimento
La società gestisce una varietà di fondi di investimento che fanno ampio uso di metodi quantitativi e tecnologia computazionale proprietaria per supportare la ricerca fondamentale nella gestione dei propri investimenti. L'azienda utilizza anche l'analisi qualitativa per effettuare investimenti di private equity in tecnologia, energia eolica, settore immobiliare, società di servizi finanziari e finanziamento di società in difficoltà. Oltre alle sue attività finanziarie, DE Shaw & Co. ha fornito capitale di private equity a iniziative imprenditoriali legate alla tecnologia. Gli esempi includono Juno Online Services, un fornitore di accesso a Internet, e Farsight, una piattaforma di servizi finanziari online acquisita da Merrill Lynch.

## Operazioni

### Con sede negli Stati Uniti
Nel 2004 una filiale di uno dei fondi aziendali ha acquisito il negozio di giocattoli FAO Schwarz uscito dal fallimento. La FAO Schwarz ha riaperto le attività a New York e Las Vegas nell'autunno del 2004. Nello stesso anno, l'affiliata di DE Shaw "Laminar Portfolios" ha acquisito le attività online di KB Toys, che ha continuato a operare come eToys.com.
Nel 2006, il Financial Times ha riportato il coinvolgimento dell'azienda come potenziale partner finanziario e di investimento per Penn National Gaming (la società di casinò e ippodromi) come esempio dell'ampiezza del coinvolgimento delle aziende di Wall Street nel "boom del private equity", descrivendo DE Shaw come "un gruppo di hedge fund". Il finanziamento era necessario poiché Penn National Gaming aveva un valore di mercato di 3,3 miliardi di dollari (2006) e 1,4 miliardi di dollari di ricavi annuali e voleva acquisire Harrah's Entertainment, una società con un valore di mercato di 14,7 miliardi di dollari (2006) e all'epoca il più grande operatore di casinò statunitense.
Alla fine del 2009, il Financial Times ha riferito che DE Shaw & Co. aveva creato un'unità di acquisizioni di portafoglio, il cui scopo era quello di rilevare attività illiquide da hedge fund rivali, durante la crisi finanziaria.

### Con sede in India
DE Shaw è entrata nel mercato indiano nel 2006, con Anil Chawla, allora CEO di GE-Commercial Finance per l'India e il Sud-est asiatico, come country manager. Le operazioni in India avevano inizialmente sede a Hyderabad, nel Telangana. DE Shaw ha stipulato diversi grandi accordi di private equity nel paese. Ciò includeva una joint-venture con la più grande azienda del settore privato indiano, Reliance Industries, per fornire servizi finanziari. Altri investimenti includevano la società immobiliare DLF Assets Limited e il gruppo editoriale Amar Ujala Publications, che erano soggetti al controllo normativo indiano e a controversie legali. Chawla ha lasciato il suo incarico presso DE Shaw nel 2012. DE Shaw ha ridotto le sue attività di private equity in India dopo il 2013.

## Affari societari

### Responsabilità aziendale
DE Shaw sostiene programmi educativi come l'American Regions Mathematics League,  Worldwide Online Olympiad Training (WOOT), le Olimpiadi di matematica degli Stati Uniti d'America e le Olimpiadi internazionali di matematica, il Programma delle Olimpiadi matematiche, il MIT 6.370 Battlecode Competition e Il Centro per l'eccellenza nell'istruzione.

### Ex dipendenti di spicco
- Jeff Bezos, uomo d'affari americano e fondatore di Amazon
- MacKenzie Scott, romanziere e filantropo americano[31]
- Cathy O'Neil, matematica
- David Siegel, informatico e co-fondatore di Two Sigma[32]
- John Overdeck, statistico e co-fondatore di Two Sigma[32]
- Lawrence Summers è stato assunto nell'ottobre 2006 come amministratore delegato presso DE Shaw & Co.[33] Se ne è andato nel 2008, ricevendo 5,2 milioni di dollari di compenso per un anno di lavoro.[34]